# Polycentrus jundia
Polycentrus jundia — вид прісноводних риб роду поліцентрус (Polycentrus) з родини поліцентрових (Polycentridae). Він був виявлений у ході бразилійської наукової експедиції в Амазонію 1967—1972 років (порт. Expedição Permanente da Amazônia, EPA), але описаний лише 2014 року. Видова назва «жундія» походить з мови тупі, в якій слово «jundiá» означає «голова з колючками»; це стосується великої кількості щербин, присутніх на кістках голові цього виду.

## Опис
Тіло риб має форму еліпсу, трохи видовжене, помірно стиснуте з боків. Профіль спини вигнутий, лінія черева майже рівна. Хвостове стебло коротке. Стандартна довжина тіла (від кінчика морди до початку хвостового плавця) для голотипу становила лише 28,3 мм; інші досліджені екземпляри були меншими. Голова велика, її довжина становить майже 40 % стандартної довжини, висота — 95 % довжини голови. Морда коротка, тупа. Рот широкий, здатний швидко висовуватись уперед. Ротова порожнина осаджена великою кількістю коротких гострих зубів.

## Поширення
Polycentrus jundia поширений на півночі Бразилії, штат Амазонас, у басейні річки Ріу-Неґру (порт. Rio Negro). Зустрічається в невеличких водоймах, розташованих поруч з основним руслам річки, які періодично з'єднуються з основним руслом; у Бразилії вони звуться ігарапами (порт. Igarapés).